# Rafflesia arnoldii
Rafflesia arnoldii este o specie de plantă din genul Rafflesia. Florile sale individuale sunt cele mai mari dintre toate ale speciilor de plante de pe Pământ. Are un miros neplăcut de cadavru în descompunere. Este endemică din pădurile tropicale din Borneo și Sumatra. Deși există unele plante cu flori aparent mai mari, precum Amorphophallus titanum sau Corypha umbraculifera, acestea sunt de fapt inflorescențe.